# Empoascanara iga
Empoascanara iga är en insektsart som beskrevs av Irena Dworakowska 1992. Empoascanara iga ingår i släktet Empoascanara och familjen dvärgstritar. Inga underarter finns listade i Catalogue of Life.